# Michel Frédérick
Michel Frédérick (6 de novembro de 1872, Zurique, Suíça - 22 de junho de 1912, Nice, França) foi um ciclista suíço.

## Participações no Tour de France
- Tour de France 1904 : vencedor da primeira etapa; abandonou a prova.